# Пьюлис, Тони
Э́нтони Ри́чард Пью́лис (англ. Anthony Richard Pulis; род. 16 января 1958, Ньюпорт), более известный как То́ни Пью́лис — валлийский футболист и футбольный тренер.
Свою тренерскую лицензию ФА Пьюлис получил в 19 лет, а в 21 год стал одним из самых молодых профессиональных игроков, получивших лицензию «А» УЕФА. Его сын, Энтони, был профессиональным футболистом и играл в «Сток Сити». Пьюлис провёл семнадцатилетнюю карьеру в качестве защитника, где он играл за «Бристоль Роверс», «Ньюпорт Каунти», «Борнмут» и «Джиллингем». Также некоторое время играл в гонконгском «Хэппи-Вэлли».

## Карьера

### Карьера игрока
Будучи подростком был фанатом «Манчестер Юнайтед» и посещал матчи уэльских команд «Кардифф Сити» и «Ньюпорт Каунти». Пьюлис начинал свою карьеру в команде «Бристоль Роверс», где он присоединился к школе футбольного мастерства в Иствилле, перейдя из «Ньюпорт YMCA». Тренируясь в Иствилле, вместе с одноклубником и другом «Пиратом», Ианом Холлоуэем, делает первые шаги в познании тренерского дела.
«Мы узнавали устройство футбольного клуба с очень, очень хорошими людьми, у которых были старомодные ценности, и я действительно считаю, что из-за того, как мы были воспитаны тогда, нам и удалось пойти дальше и добиться того, что мы сделали в нашей игре. Основные принципы были воспитаны в нас, как на поле и вне его. Ничего не было дано нам просто, мы должны были работать, и очень, очень трудно мы все получили».

### Карьера тренера
Первые шаги на тренерском поприще он сделал в «Борнмуте», где он завершил свою карьеру игрока и стал ассистентом Гарри Реднаппа. После ухода последнего он возглавил клуб.
С 2002 по 2005 год, а затем с 2006 по 2013 год был главным тренером клуба «Сток Сити». Основными его достижениями со «Сток Сити» был выход в Премьер-лигу в сезоне 2007/2008 и первый в истории команды финал Кубка Англии в 2011 году. 21 мая 2013 года подал в отставку с поста главного тренера.
В 2013 году «Кристал Пэлас» подтвердил назначение Тони Пьюлиса на пост главного тренера команды. C ним команда, только вернувшись в Премьер-лигу, смогла занять 11 место, а сам тренер был назван лучшим тренером года в премьер-лиге.
По окончании сезона специалист решил покинуть команду «Кристал Пэлас», но его уход не обошёлся без скандала. «Пэлас» досрочно выплатил Пьюлису бонус за сохранение клуба в чемпионате, хотя по условиям контракта специалист должен был получить его лишь после 31 августа 2014 года. Вскоре «Пэлас» обратился в суд, который обязал Тони вернуть бонус. Однако валлийский тренер не согласился с этим вердиктом и подал апелляцию в вышестоящую инстанцию. 29 ноября 2016 года суд постановил, что Пьюлис получил бонус 13 августа, хотя за день до этого на встрече с игроками сообщил о своём решении уйти. Непосредственно в отставку тренер подал 15 августа. Также стало известно, что Пьюлис специально настоял на досрочной выплате бонуса, объяснив это срочной нуждой в деньгах на покупку земли для своих детей. При этом он скрыл от своего работодателя, что на тот момент уже решил уйти. Таким образом, суд обязал 56-летнего Пьюлиса вернуть бонус и возместить все сопутствующие расходы.
1 января 2015 года возглавил «Вест Бромвич Альбион», из которого был уволен 20 ноября 2017 года.
22 декабря 2017 года был назначен главным тренером клуба Чемпионшипа «Мидлсбро».

## Тренерская статистика
| Борнмут              | 9 июня 1992      | 5 августа 1994  | 107  | 31  | 38  | 38  | 028,97 |
| Джиллингем           | 31 июля 1995     | 1 июля 1999     | 216  | 94  | 62  | 60  | 043,52 |
| Бристоль Сити        | 5 июля 1999      | 14 января 2000  | 33   | 10  | 14  | 9   | 030,30 |
| Портсмут             | 13 января 2000   | 12 октября 2000 | 35   | 11  | 10  | 14  | 031,43 |
| Сток Сити            | 1 ноября 2002    | 28 июня 2005    | 131  | 47  | 32  | 52  | 035,88 |
| Плимут Аргайл        | 23 сентября 2005 | 14 июня 2006    | 39   | 12  | 15  | 12  | 030,77 |
| Сток Сити            | 14 июня 2006     | 21 мая 2013     | 333  | 122 | 98  | 113 | 036,64 |
| Кристал Пэлас        | 23 November 2013 | 14 August 2014  | 28   | 12  | 5   | 11  | 042,86 |
| Вест Бромвич Альбион | 1 января 2015    | 20 ноября 2017  | 121  | 36  | 36  | 49  | 029,75 |
| Миддлсбро            | 26 декабря 2017  | 17 мая 2019     | 80   | 35  | 22  | 23  | 043,75 |
| Шеффилд Уэнсдей      | 13 ноября 2020   | 28 декабря 2020 | 10   | 1   | 4   | 5   | 010,00 |
| Итого                | Итого            | Итого           | 1137 | 410 | 338 | 389 | 036,06 |

## Достижения

### Личные
- Тренер сезона английской Премьер-лиги: 2013/14
- Тренер месяца английской Премьер-лиги (2): апрель 2014, февраль 2015